# Сигрист, Мэдди
Мэдисон «Мэдди» Сигрист (англ. Madison "Maddy" Siegrist; род. 22 мая 2000 года, Покипси, штат Нью-Йорк, США) — американская профессиональная баскетболистка, выступающая в женской национальной баскетбольной ассоциации за команду «Даллас Уингз», которым и была выбрана на драфте ВНБА 2023 года в первом раунде под общим третьим номером. Играет на позиции лёгкого форварда.

## Ранние годы
Мэдисон родилась 22 мая 2000 года в городе Покипси (штат Нью-Йорк) в семье Джорджа и Джинны Сигрист, являясь одним из четырёх детей пары, училась там же в средней школе имени Богоматери Лурдской, в которой выступала за местную баскетбольную команду.

## Профессиональная карьера
В 2023 году Мэдди Сигрист выставила свою кандидатуру на драфт ВНБА, на котором была выбрана в первом раунде под общим третьим номером клубом «Даллас Уингз». В дебютном сезоне «Уингз» заняли четвёртое место, Сигрист провела 39 игр, набирая по 3,7 очка, 1,6 подбора и 0,2 передачи в среднем за игру, а также реализуя 50,9 % бросков с игры, 33,3 % бросков из-за дуги и 93,1 % штрафных.
В следующем сезоне роль Сигрист значительно возросла. Она дебютировала в качестве игрока стартового состава во второй игре сезона, 18 мая, в проигранной игре против «Чикаго Скай» (74:83), после того как Наташа Ховард получила травму. Мэдди набирала в 11 первых из 13 стартовых матчей по 14,6 очков и 4,2 подбора в среднем за игру. Однако 17 июня Сигрист сломала палец в проигранном матче против «Миннесота Линкс» (78:90), что отстранило её до конца олимпийского перерыва. После возобновления сезона в результате её неполного восстановления игровое время Сигрист сократилось, она сыграла всего две игры в стартовом составе, «Даллас» же занял лишь одиннадцатое место и не попал в плей-офф. В общем Сигрист сыграла в 27 играх, 13 из них в стартовом составе, набирая по 9,4 очка и 3,3 подбора за и 1,0 передачи в среднем за игру.